# Fikirtepe-Kultur
| Zeitalter: | Neolithikum                              |
| Absolut:   | 6500–6000 v. Chr.                        |
| Relativ:   | Monochromes oder keramisches Neolithikum |

Die Fikirtepe-Kultur ist eine neolithische monochrome archäologische Kultur in der östlichen Marmara-Region, deren Keramik sich aber auch in Thrakien findet. Sie wurde nach dem Fundort Fikirtepe im Bezirk Kadıköy der Stadt Istanbul benannt, wo sie als erstes dokumentiert wurde.

## Datierung
Die Fikirtepe-Kultur wird über 14C-Daten verschiedener Fundorte in die zweite Hälfte des 7. Jahrtausends v. Chr. in das mittlere keramische oder monochrome Neolithikum datiert.

## Lokalisierung
Die Fikirtepe-Kultur findet sich unter anderem in den Fundorten Fikirtepe, Pendik, Yenikapı, Ilıpınar, Menteşe und Barcın.

## Charakteristika

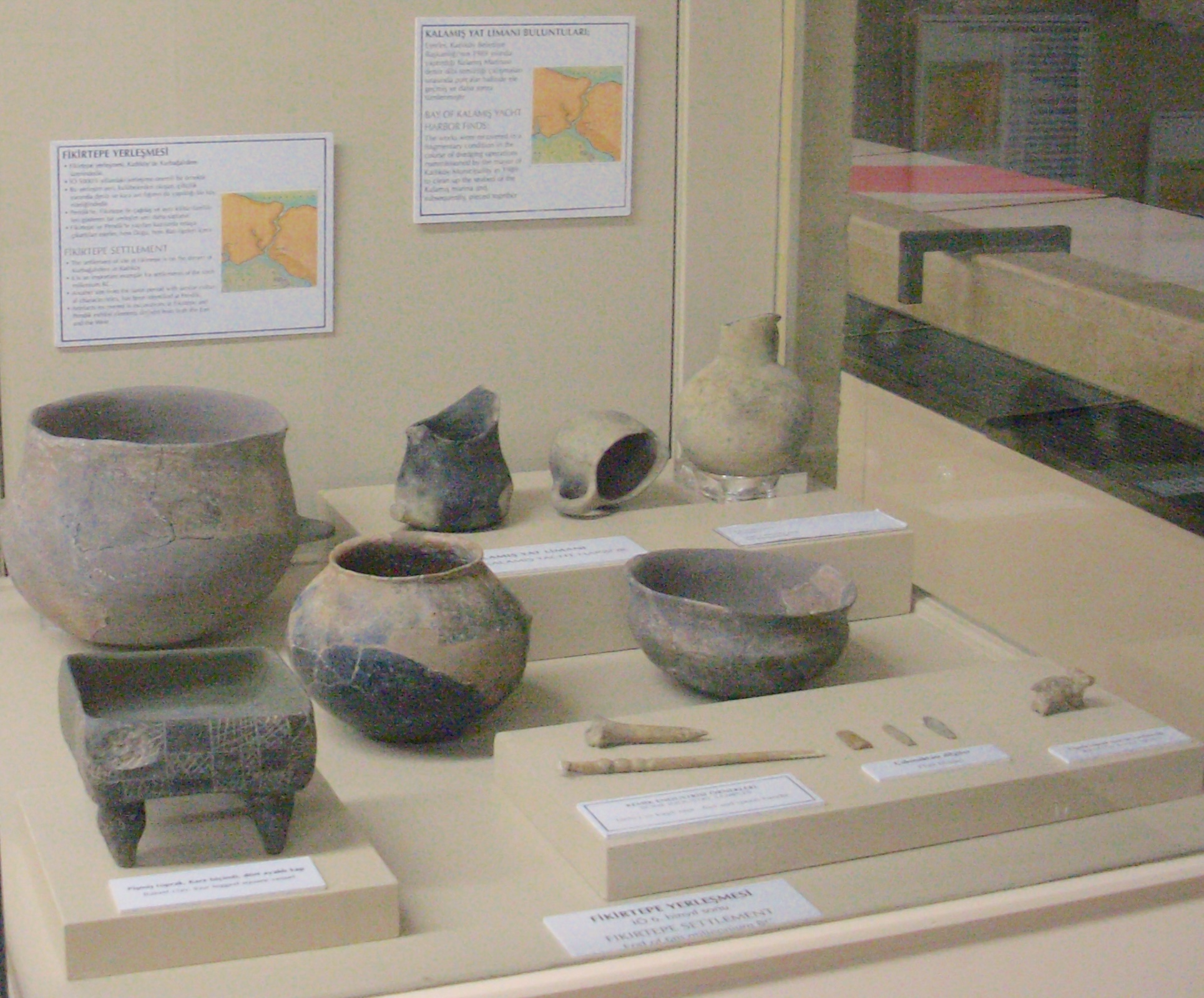
Keramik der Fikirtepe-Kultur im Archäologischen Museum Istanbul

Sie definiert sich zuerst und vor allem über ihr Keramikinventar. Anhand der Keramik kann die Kultur in eine frühe archaische und eine spätere klassische Phase unterteilt werden. Neben Keramik hat die Kultur auch weitere gemeinsame Eigenschaften, wie Tonfiguren, Knochenlöffel und Hacken und steinerne Krummäxte. Begräbnisrituale unterscheiden sich jedoch: neben einfachen Körpergräbern gibt es auch Kremationen und sekundäre Bestattungen.

## Subsistenz
Die Subsistenz ist nicht rein neolithisch, sondern gemischt. Aus dem Meer werden Muscheln gesammelt und Fische gefangen. Es wird weiterhin gejagt, aber auch Ackerbau und Viehzucht betrieben.